# 奥维尔 (葡萄牙堂区)
奥维尔是葡萄牙波尔图区的一个堂区。总面积18.53平方公里，总人口901人，人口密度48.6人/平方公里。